# Shoot Out
«Shoot Out» — сингл южнокорейского хип-хоп бойз-бэнда Monsta X, выпущенный 22 октября 2018 года на лейбле Starship Entertainment и распространённый компанией Kakao M. Позже были выпущены англоязычная и японоязычная версии сингла

## Предыстория
После выпуска своего шестого мини-альбома The Connect: Dejavu попавший на второе место чарта US World Albums Billboard, группа начала привлекать внимание американской аудитории, после выпуска альбома они провели свой второй мировой тур The Connect World Tour в 2018 году, в нём у группы взяли интервью американские журналы Billboard и Allure.

## Выпуск и продвижение
22 октября 2018 года вышел альбом Take.1 Are You There? в который вошла «Shoot Out», в этот же день вышла экранизация в виде клипа на трек. Вместе с песней группа стала выступать на корейских музыкальных шоу, всего было четыре выступления, первое прошло 30 октября на The Show, второе 31 октября на Show Champion, третье 1 ноября на M Countdown и четвертое 2 ноября на Music Bank. 6 ноября Billboard сообщил, что группа записала английскую версию композиции и впервые продемонстрирует её на американской радиостанции 102.7 KIIS FM, 9 ноября вышел сам трек, он является первой английской композицией в истории группы. 30 ноября они выступили на iHeartRadio Jingle Ball в США став первыми k-pop артистами, которые выступили на этом мероприятии.  26 февраля 2019 года выходит японская версия песни, 27 марта вышел сингл-альбом, куда вошла японская версия композиции и японская композиция «Flash Back». Японская версия вошла во второй японский альбом группы Phenomenon и получила золотую сертификацию RIAJ в Японии.

## Композиция
Авторами лирики корейской версии песни стали Со Джи Ым и участники коллектива I.M и Чжухон, а композицию и аранжировку к ней написали Даниэль Ким, Stereo14 и корейский автор Ti. «Shoot Out» сочетает в себе трэп, рок-припев и фьюче-бейс, по словам команды Monsta X песня отражает мировоззрение альбома: «Свет и тьму, добро и зло, жизнь и смерть и все, что на границе». Трек начинается со вздоха, после него следует агрессивная мелодия и тяжёлые риффы со словами: «Walker, walker, walker, growling», далее идет рэп-партия Чжухона и Чангюна, после их рэпа, идёт вокальная часть, в который звук приглушается, но во время припева, который поют Кихён, Вонхо и Шону становится громче.

## Видео

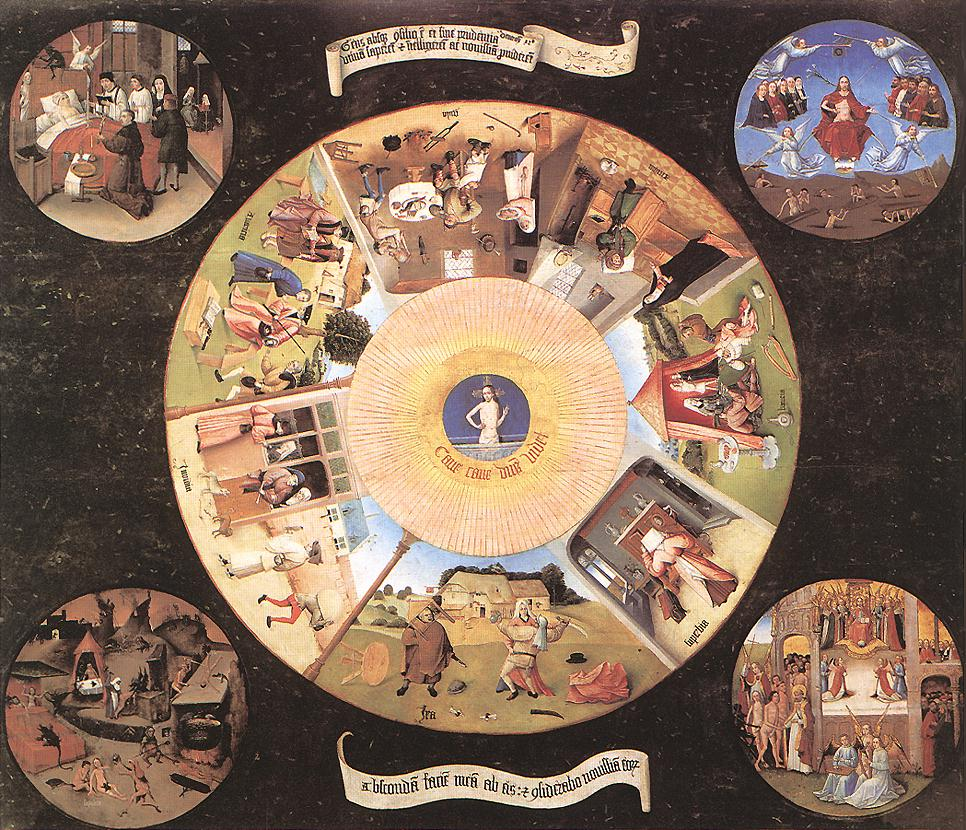
В видеоклипе участники Monsta X представлены, как семь смертных грехов христианства

Видеоклип, вышел 22 октября 2018 года. Участники группы, представляет собою концепцию семи смертных грехов христианства, на них надеты черные расстегнутые комбинезоны, чокеры, жгуты и искусственные кольца над бровями. Шону является смертным грехом гнева, в клипе он зажигает спичку, но спичечный коробок закрывается, указывая на то, что он хочет освободиться от греха. I.M перебирает карты таро, среди которых он выбирает зависть, но в конце клипа сжигая её, он также хочет освободиться от своего греха. Чжухон появляется в клипе и ходит «походкой зомби» в маске-наморднике и одной рукой скованной наручниками, но далее он показывается без них. Кихён проходит рядом с манекенами и изображается грехом жадности. Хёнвон сидит на троне в тронном зале, бросая пули в пол, он показывается грехом гордости. Вонхо стоит в клетке и находится в дыму. Минхёк в клипе показывается перед деревом с шипами, символизируя жадность

В корейской версии видеоклипа «Shoot Out» на участниках Monsta X надеты черные наряды

## Реакция

### Коммерческий успех
22 октября 2018 года песня дебютировала в чарте Download Chart Gaon на 41 месте и в World Digital Song Sales Billboard на восьмом месте.  Японская версия трека попала на первое место в чарте продаж Tower Records и втором в еженедельном чарте Oricon в Японии.

### Попадание в списки
| Критик/публикация         | Список                                   | Позиция | Прим.  |
| ------------------------- | ---------------------------------------- | ------- | ------ |
| Philippine Daily Inquirer | «Самые популярные K-pop песни 2018 года» | 4       | [ 18 ] |
| SBS PopAsia               | «25 лучших K-pop танцев 2018 года»       | 9       | [ 19 ] |
| SBS PopAsia               | «Топ 100 азиатских песен 2018 года»      | 32      | [ 20 ] |

### Продажи и сертификации
| Страна | Сертификация | Продажи |
| ------ | ------------ | ------- |
| RIAJ   | Золотая      | 158,089 |

### Награды и номинации
| Церемония награждения   | Год  | Категория  | Результат | Прим.  |
| ----------------------- | ---- | ---------- | --------- | ------ |
| Mnet Asian Music Awards | 2018 | Песня года | Номинация | [ 22 ] |

## Справочные данные

### Участники записи
Информация адаптирована под Genius
- Monsta X — вокал
- Со Джи Ым - автор песни
- I.M - автор песни
- Ли Чжухон - автор песни
- Даниэль Ким - аранжировка, композитор
- Ti - аранжировка, композитор
- Stereo14 - аранжировка, композитор

### Список композиций
Оригинал
| №  | Название    | Длительность |
| -- | ----------- | ------------ |
| 1. | «Shoot Out» | 3:27         |